# Katedra w Santiago de Compostela

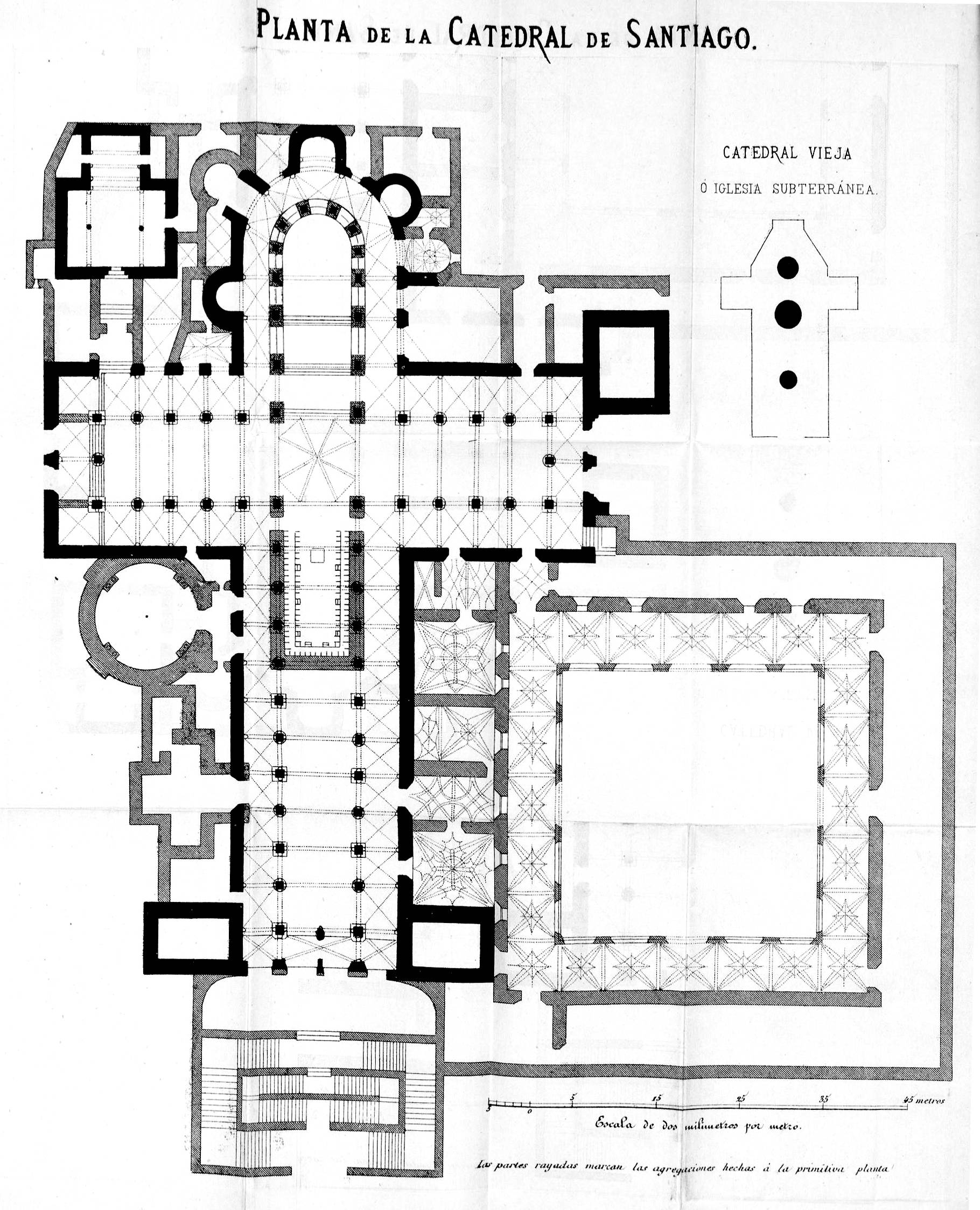
Rzut romańskiej katedry

Wybór fotografii katedry

Katedra w Santiago de Compostela – jedna z najważniejszych świątyń pielgrzymkowych, miejsce docelowe drogi Świętego Jakuba. Według tradycji miejsce spoczynku św. Jakuba Większego jednego z dwunastu apostołów, uczniów Jezusa Chrystusa.
Katedra w Santiago de Compostela jest jednym z największych dzieł architektury romańskiej w Hiszpanii i najważniejszych świątyń w średniowieczu. Bogata w liczne dzieła sztuki, przede wszystkim romańskiej rzeźby, takie jak Puerta de las Platerias (Brama Złotników), czy Pórtico da Gloria (Portal Chwały). Osobliwością katedry jest Botafumeiro – wielka kadzielnica o ponad 700-letniej historii. Zawieszona jest na sklepieniu, na skrzyżowaniu naw.

## Historia
Według legendy apostoł Jakub Większy prowadził działalność misyjną wśród Celtów zamieszkujących Półwysep Iberyjski. W 44 zginął śmiercią męczeńską w Jerozolimie. Jego ciało zostało wkrótce przeniesione do Galicji. W dobie prześladowań chrześcijan zamieszkujących ten teren, w III w. grób wraz ze szczątkami św. Jakuba został porzucony. W 813 szczątki apostoła zostały odnalezione dzięki, jak głosi tradycja, Eremicie Pelayo, który podczas swoich poszukiwań w nocy widział deszcz gwiazd spadających na pobliskie wzgórze. Podzielił się swoją wizją z miejscowym biskupem Teodomirem z Iria, który zleciwszy zbadanie sprawy, odkrył kamienny grobowiec zawierający szczątki męczennika. Wybudowano w tym miejscu kościół, a nazwa Compostela (pochodzi z łacińskiego campus stellae – co oznacza pole gwiazd) przypomina cudowne wydarzenie związane z tym miejscem. Biskup Theodemir uznał to wydarzenie za cud i powiadomił króla Asturii Alfonsa II. Król zlecił wznieść kaplicę na miejscu cudownego odnalezienia. Następnie świątynię powiększano, w 829 i w 899 w stylu wczesnoromańskim. Patronat nad ostatnią rozbudową objął król Leónu Alfons III Wielki. W 997 r. podczas ekspansji Arabów na półwyspie Iberyjskim Mohammed ibn-Abi Amir (938-1002), dowódca wojsk Kalifatu Kordowy, kazał zniszczyć kościół. Ozdobne wrota i dzwony przeniesiono do Wielkiego Meczetu w Kordowie. Kiedy Kordowę zdobyły w 1236 wojska króla Ferdynanda III Kastylijskiego, te same zdobycze przeniesiono do katedry w Toledo.
Budowa obecnej monumentalnej świątyni rozpoczęła się w 1075 za panowania Alfonsa VI Kastylijskiego i rządów biskupa Diego Peláeza. W swoim planie nawiązuje do wzniesionego z cegły kościoła klasztornego św. Sernina w Tuluzie, z tym, że świątynię w Santiago zbudowano przede wszystkim z granitu. Budowla powstawała w kilku fazach i jak mówi Księga św. Jakuba (Liber Sancti Iacobi), ostatni kamień został położony w 1122. Uroczysta konsekracja katedry miała miejsce w 1211. Wśród świadków poświęcenia był m.in. król Leónu Alfons IX.
Ze względu na znaczenie tego miejsca pielgrzymkowego już podczas budowy zmieniał się status świątyni. Status kościoła katedralnego kościół otrzymał w 1075, natomiast w 1100 papież Urban II polecił założyć przy katedrze siedzibę arcybiskupa. W 1495 przy archikatedrze powstał uniwersytet.
Kościół był wielokrotnie przebudowywany w XVI–XVIII w.

## Architektura
Dwupoziomowy kościół jest trójnawową bazyliką z szerokim transeptem, oraz prezbiterium z półkolistą apsydą. Prezbiterium obiega ambit z wieńcem kaplic.

### Elewacje zewnętrzne
Przy wejściu do katedry znajduje się ołtarz ze złotą muszlą, symbolem pielgrzymów i ich patrona św. Jakuba. Liczne tłumy pielgrzymów stoją w kolejce aby pocałować muszlę, jako symboliczny znak hołdu patronowi.

#### Fasada zachodnia
Zachodnią fasadę znana jako Fachada de la Plaza del Obradoiro flankują dwie średniowieczne wieże wzbogacone obfitą dekoracją rzeźbiarską z XVIII w. Wzniesione na planie kwadratu, mają wysokość 76 m. Wieża północna (Torre de la Carraca) wieńczy figura ojca św. Jakuba, Zebedeusza; na zwieńczeniu wieży południowej (Torre de las Campanas) figura Marii Salome – matki apostoła. W architekturze fasady przeważają formy charakterystyczne dla późnego baroku. Ogromny ładunek dekoracji rzeźbiarskiej typowy dla sztuki Hiszpanii XVIII w. jest jedną z cech Churrigueryzmu. Fasadę tę zaprojektował Fernando Casas y Nóvoa, zaś realizacja projektu miała miejsce w latach 1738-1750. W części środkowej liczne figury, m.in. św. Jakuba Większego oraz jego uczniów Atanazjusza i Theodomira. Wszyscy trzej ukazani są jako pielgrzymi. Pomiędzy postaciami uczniów apostoła płaskorzeźbiony herb miasta Santiago de Compostela – grób, powyżej gwiazda symbolizująca znalezienie relikwii Świętego Jakuba.
Obecny kształt fasady jest wynikiem kilku rozbudowań dawnej fasady romańskiej. Stanowi dominujący akcent urbanistyczny placu Seminaryjnego (Praza do Obradoiro) wielkiego, reprezentacyjnego placu.
Wejście główne do górnego kościoła poprzedza niewielki kwadratowa placyk (do którego prowadzą cztery ciągi schodów), poniżej którego znajduje się kruchta kościoła dolnego (Igrexa Baixa). Portal tej kruchty zdobią figury królów Izraela Dawida i Salomona. Reprezentacyjne schody wzbogacone są bogatą dekoracją, m.in. kilkoma żelaznymi bramkami.
Ponadto tę fasadę poprzedzają barokowe prostokątne aneksy przylegające do obu wież.
Od strony południowej obok fasady znajduje się wejście do późnogotyckich krużganków otaczających jeden z największych wirydarzy. Krużganki wzniesiono w 1533, ich budowę zlecił Fonseca, późniejszy arcybiskup Toledo. Natomiast od strony północnej znajduje się wejście do barokowego pałacu Gelmirez, powstałego na miejscu dawnej XII-wiecznej budowli.
Na rewersach hiszpańskich monet o wartości 1, 2 oraz 5 eurocentów widnieje sylwetka zachodniej fasady katedry.

#### Fasada północna

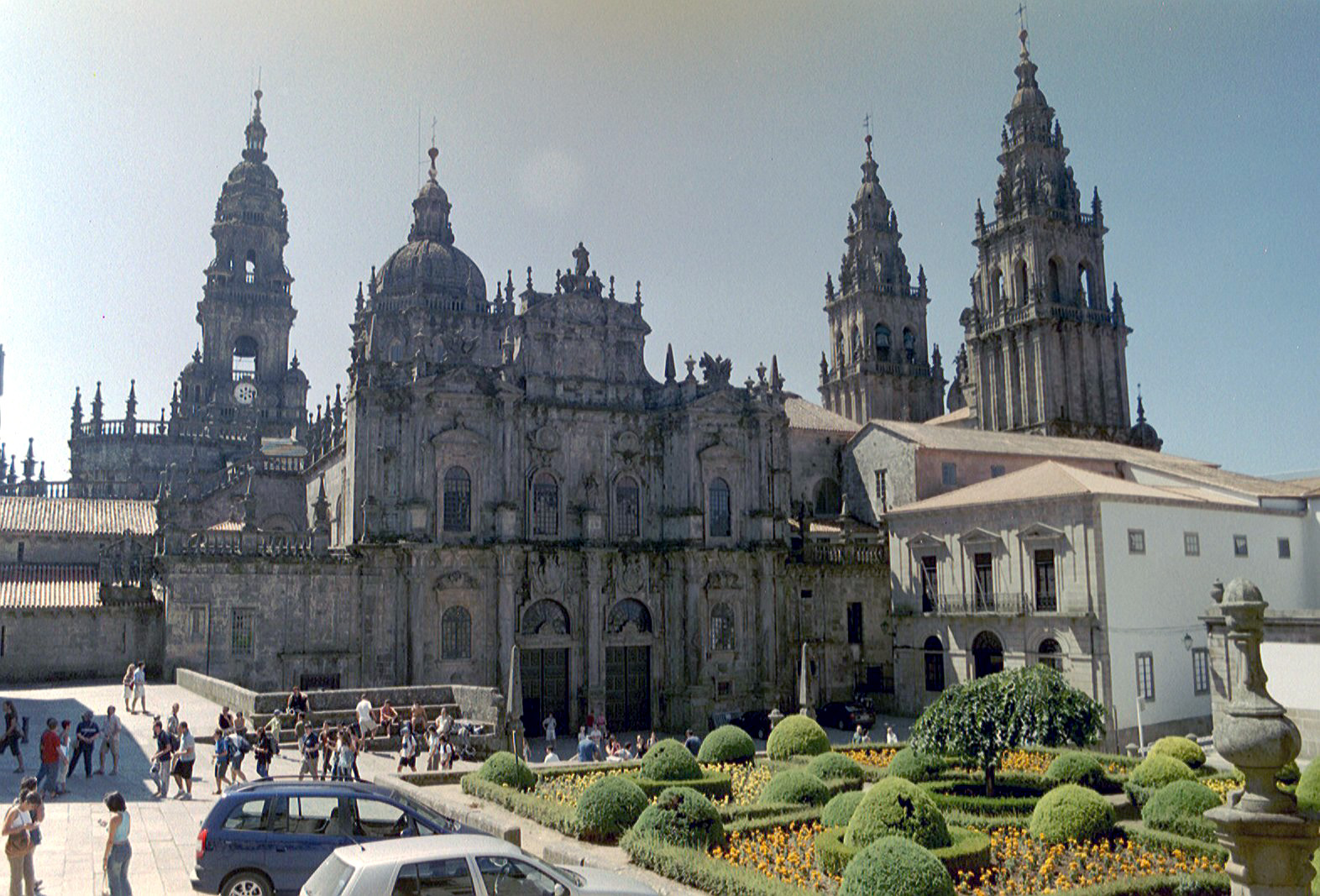
Fasada północna

Monumentalna, czteroosiowa fasada północna katedry mieści wejście, stanowiące metę Drogi Świętego Jakuba. Wejście to zdobi tzw. Portal Rajski (Puerta de la Francigena), przez które wchodzi się do ramienia transeptu zwanego Praza da Immaculada. Portal ten wzniósł w 1122 Bernard, będący także ówczesnym skarbnikiem świątyni. Niestety to wejście zostało zniszczone w XVII w. Elewacja w obecnym kształcie jest barokowa. Zdobią ją XVIII-wieczne figury Świętego Jakuba oraz Alfonsa III Wielkiego (866-910) i Ordoña II z Leónu (873-924).

#### Fasada wschodnia
Wschodnia fasada stoi przy Praza da Quintana. Od tej strony do wnętrza prowadzą dwa portale z dwoma reprezentacyjnymi wejściami, znanymi jako Święte Wrota i Wrota Królewskie. Znaczenie ich podyktowane jest funkcją – Święte Wrota otwiera się podczas Roku Jubileuszowego od 25 lipca w Dzień św. Jakuba, zamyka się je w najbliższą niedzielę. Po przekroczeniu tych Wrót wchodzi się do środka katedry przez kolejne mniejsze wejście Bramą św. Pelayo (odkrywca porzuconego grobu św. Jakuba). Tradycja otwierania Świętych Wrót sięga XII w. To uprzywilejowanie zagwarantował w 1119 papież Kalikst II, a zatwierdził w swojej bulli zwanej "Regis Aeterni" Aleksander III. W bulli tej wydanej w 1179 papież nadał miastu Santiago de Compostela status świętego miasta (obok Rzymu i Jerozolimy). Drugie wrota zwane Królewskimi jak nazwa mówi były zastrzeżone tylko dla monarchów.
Zaprojektowana przez Fernandeza Lechuga i wzniesiona w 1611, fasada ozdobiona jest wykonanymi przez Mastera Mateo figurami przedstawiającymi proroków i patriarchów. Powyżej portalu figury św. Jakuba i jego dwóch uczniów.

#### Fasada południowa
Fasada południowa katedry stoi przy placu Praza das Praterias, który dawniej był miejscem handlu srebrem. Plac ten znajduje się pomiędzy katedrą a budynkami monasterium kanonickiego. Ponadto przy tym placu znajdują się budynek pałacu Rajoy pełniący funkcję miejskiego ratusza. Przy tym placu wznoszą się dwie wieże: barokowa Wieża Zegarowa (Torre del Reloj) wzniesiona przez Domindo de Andrade w XVII w. oraz Wieża Skarbca.
Południowa elewacja, tzw. Puerta de las Platerias – Portal Złotników jest cennym przykładem architektury i rzeźby romańskiej. Znajdujące się w niej portale prowadzą do południowego ramienia transeptu katedry. Portal o dwóch półkolistych arkadach powstał pomiędzy 1112 i 1117. Jest to dzieło artystów przybyłych z Francji (Conques u stóp francuskich Pirenejów, Tuluzy, Moissac, Loarre) oraz miejscowości Jaca. Stanowi on syntezę doświadczeń artystycznych wypracowanych w obu krajach i silnie łączy architekturę z rzeźbą.
Dwa tympanony portali zawierają płaskorzeźbione przedstawienia figuralne. Na lewym znajduje się sceny: Kuszenia Chrystusa na pustyni oraz Jawnogrzesznicę, która ukazana jest jako półnaga kobieta trzymająca w dłoniach czaszkę. Postać ta prawdopodobnie jest symbolicznym wyobrażeniem herezji, odmiennej wobec postawy Kościoła myśli, którą szerzyli Katarowie. Prawy tympanon zawiera sceny pasyjne – Biczowanie, Koronowanie Cierniem oraz Uzdrowienie ślepca i Pokłon Trzech Króli.
Powyżej portali na ścianach westybulu kolejne płaskorzeźby tworzące wątki biblijne: Król Dawid grający na lutnii, Stworzenie Adama zestawione z Chrystusem błogosławiącym Dawida oraz Wygnanie z Raju. Figury te umieszczone są wtórnie, większość z nich pochodzą z dawnych portali północnych datowanych na ostatnią dekadę XI w.
Na fryzie scena Przemienienia Pańskiego oraz postaci Abrahama i czterej aniołowie grający na trąbach.

## Wnętrze
Wnętrze świątyni niemal w całości zachowało swoją pierwotną romańską architekturę. Nakryte jest w całości sklepieniem kolebkowym. Poszczególne przęsła zostały wyeksponowane za pomocą gurtów. W przeciwieństwie do bogato dekorowanych elewacji zewnętrznych wnętrze charakteryzuje się oszczędnością, monumentalizmem, przestrzennością i wielkością. Nawa główna katedry ma długość 97 m., wysokość wnętrza nawy głównej wynosi 22 m. Od strony zachodniej znajduje się narteks z reprezentacyjnym wejściem wiodącym do wnętrza znanym jako Pórtico de la Gloria.

### Pórtico de la Gloria
Pórtico de la Gloria – Portal Chwały składa się z trzech portali prowadzący do wnętrza korpusu nawowego, jego proporcje w pełni są dostosowane do szerokości naw. Jest cennym przykładem rzeźby romańskiej XII wieku. Czas wykonania zespołu rzeźb zdobiących portal określa się na lata 1168-1188. Znany jest autor dzieł – Mistrz Mateo, zaś zleceniodawcą był król Leónu Ferdynand II. Kompozycję wejścia cechuje hieratyzm – zarówno od strony treściowej, jak formalnej najbogatszy jest portal środkowy z tympanonem i podwójnym wejściem z trumeau. Wyszukany program ikonograficzny tworzą wątki biblijne o eschatologicznym charakterze.
Eschatologiczny charakter ma przede wszystkim portal środkowy ze sceną Sądu Ostatecznego, gdzie została silnie wyeksponowana sfera niebiańska, którą tworzy tympanon, archiwolta oraz górne partie ościeży. W polu tympanonu Chrystus na majestacie jako Odkupiciel (ukazujący rany po śmierci krzyżowej) otoczony wizerunkami Czterech Ewangelistów w typie tetramorfos – o którym mówią w Biblii prorocy Izajasz i Ezechiel oraz św. Jan w Apokalipsie. W bocznych partiach ukazane są wizerunki aniołów z Arma Christi w rękach. Na archiwoltach zostały ukazane wizerunki 24 Starców Apokalipsy strojących instrumenty muzyczne.
Przy ościeżach usytuowane są monumentalne posągi apostołów oraz proroków starotestamentowych. Figury te stoją na kolumnach. Posąg świętego Jakuba Większego zdobi trumeau. Patron świątyni w prawej ręce dzierży rozwinięty zwój z łacińską inskrypcją Misit me Dominus (Pan mnie tu posłał), podpiera się laskę pielgrzyma, którą trzyma w lewej ręce. Trzon kolumny na której stoi święty zdobią reliefy z przedstawieniem Drzewa Jessego na kapitelu zaś ukazano Trójcę Świętą. Wyróżnienie Świętego Jakuba nie wiązało się wyłącznie z patrocinium świątyni, lecz także z funkcją Pórtico da Gloria. Istotny był w średniowieczu gest, jednym z wyrazów dziękczynienia pielgrzymów było położenie dłoni na lewej stopie patrona.
Sfera piekła została zawarta w dolnej części portalu, ilustrują ją płaskorzeźbione demony. Dysproporcja pomiędzy sferą niebiańską i piekielną odpowiada ideowej treści którą jest zwycięstwo Zbawienia nad grzechem.
Boczne portale odnoszą się do społeczeństw będących poza nawiasem Kościoła: Żydów (lewy portal) i niewierzących (prawy portal). Stąd w pierwszym z nich ukazano wizerunki najważniejszych postaci ze Starego Testamentu. Treść prawego portalu rozwija temat Sądu Ostatecznego zawarty w części środkowej. Zgodnie z formułą ikonograficzną przedstawienia figuralne podzielono na trzy zasadnicze części: niebo, czyściec i piekło. Na kluczu portalu przedstawienia Jezusa i św. Michała Archanioła.
W przeciwieństwie do głównego wejścia dekoracja ograniczona jest do archiwolt oraz ościeży.

## Botafumeiro
Wewnątrz kopuły na skrzyżowaniu naw i nad stołem ołtarzowym gdzie odbywa się liturgia Eucharystii wisi Botafumeiro – wielki trybularz okadzający całe wnętrze kościoła podczas najważniejszych nabożeństw. Galicyjska nazwa Botafumeiro oznacza "wydzielający dym", tzn. kadzielnicę.
Botafumeiro ma długą historię. Zachowane przekazy źródłowe wzmiankują kadzielnicę już w 1300, choć według tradycji wspominają o tym utensilium w XI w. Zachowany do dziś mechanizm do rozkołysania trybularza pochodzi z 1604. Obecną, monumentalną kadzielnicę wykonał złotnik José Losada w 1851. Dzieło wykonane zostało z mosiądzu i brązu, zaś jego powierzchnia jest posrebrzana. Kadzielnica waży 80 kg i ma 1,60 m wysokości. Ozdobiona jest bogatą dekoracją ornamentalną. Zgodnie z tradycją zapach kadzidła wydalany z Botafumeiro miał także właściwości lecznicze – w celach profilaktycznych pielgrzymi wdychali dym z nadzieją zapobieżenia różnym chorobom. Przede wszystkim jednak kadzielnica pełni funkcję stricte liturgiczną; jej wielkość umożliwia okadzenie całego wnętrza katedry i włączenie do aktu Eucharystii tłumów pielgrzymów zgromadzonych w jej wnętrzu. To w tej bazylice zapoczątkowano używanie kadzidła (mirry, którą nacierało się ciała zmarłych, by nie rozchodził się przykry zapach) podczas mszy, by zneutralizować zapach pielgrzymów. Z czasem kadzidło stało się ważnym symbolem powszechnie związanym z liturgią.

## Galeria

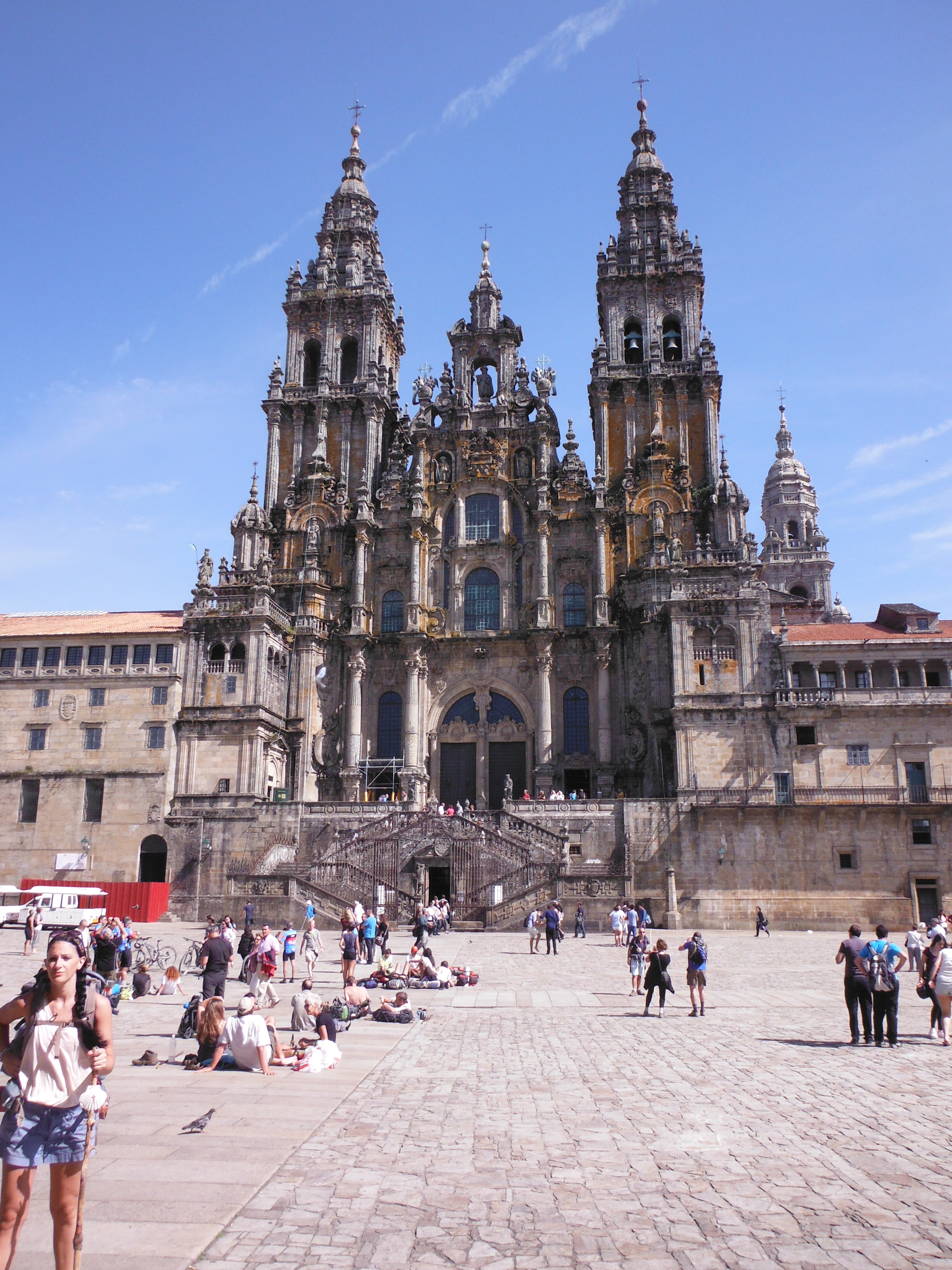
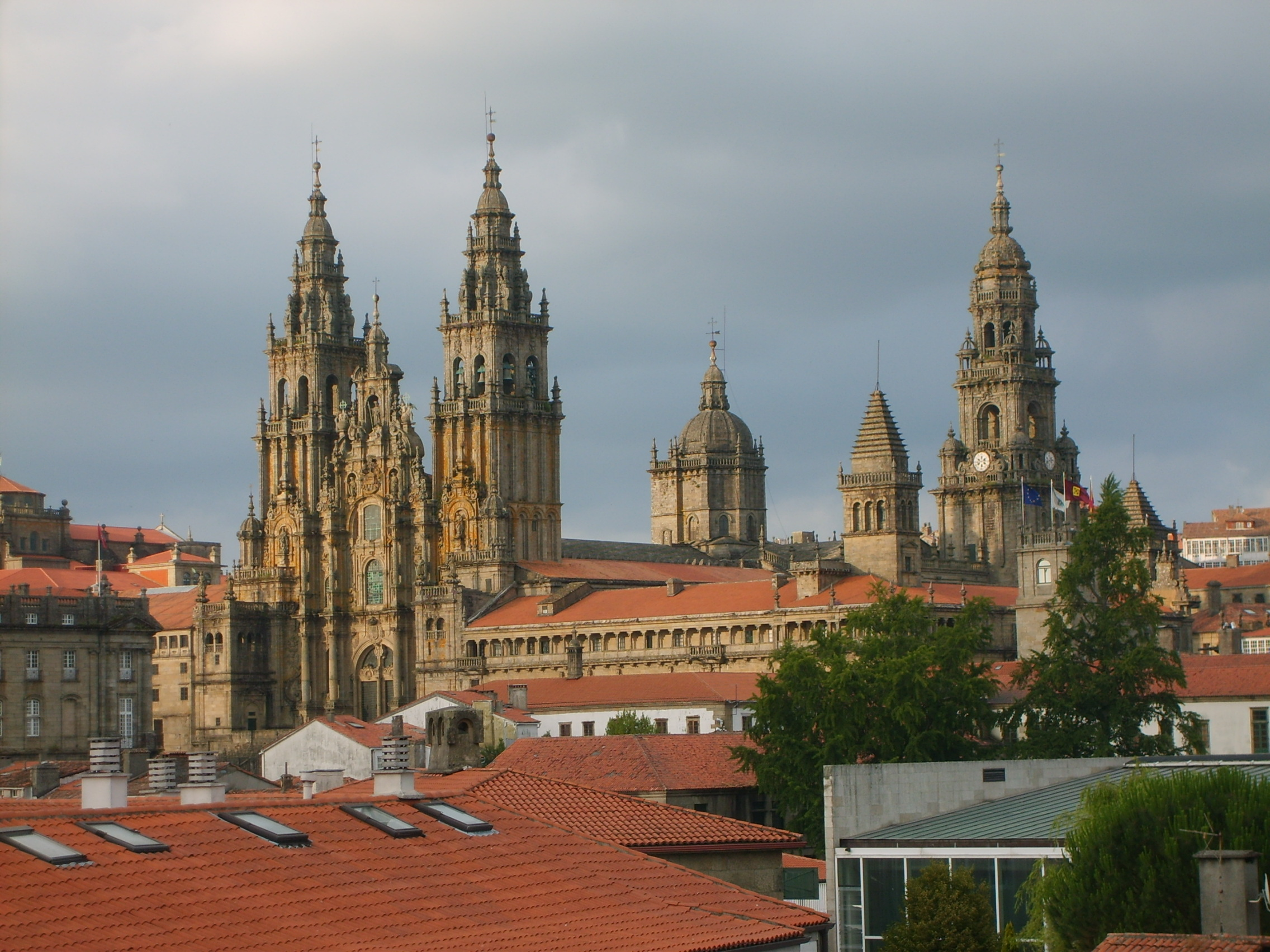
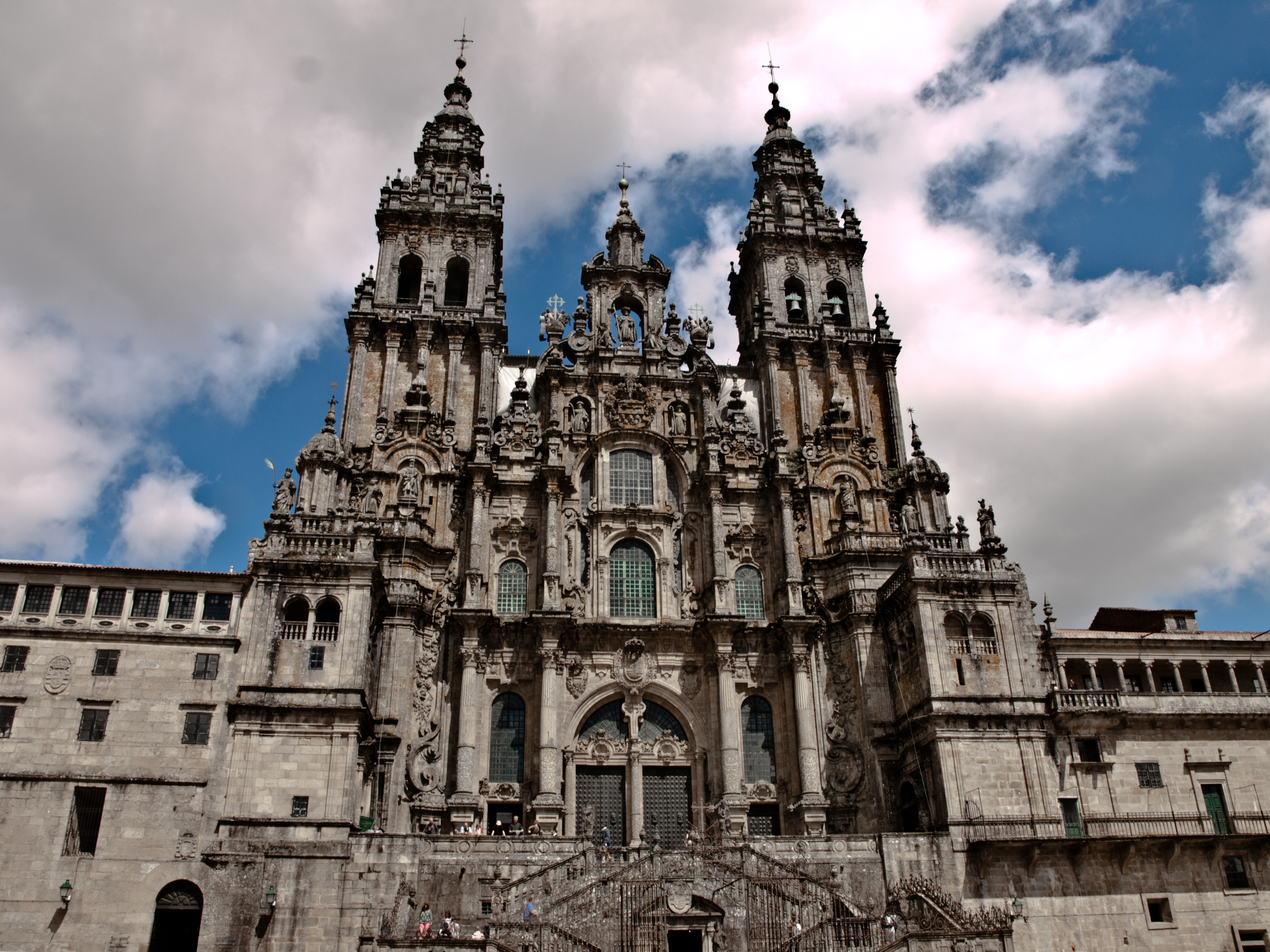
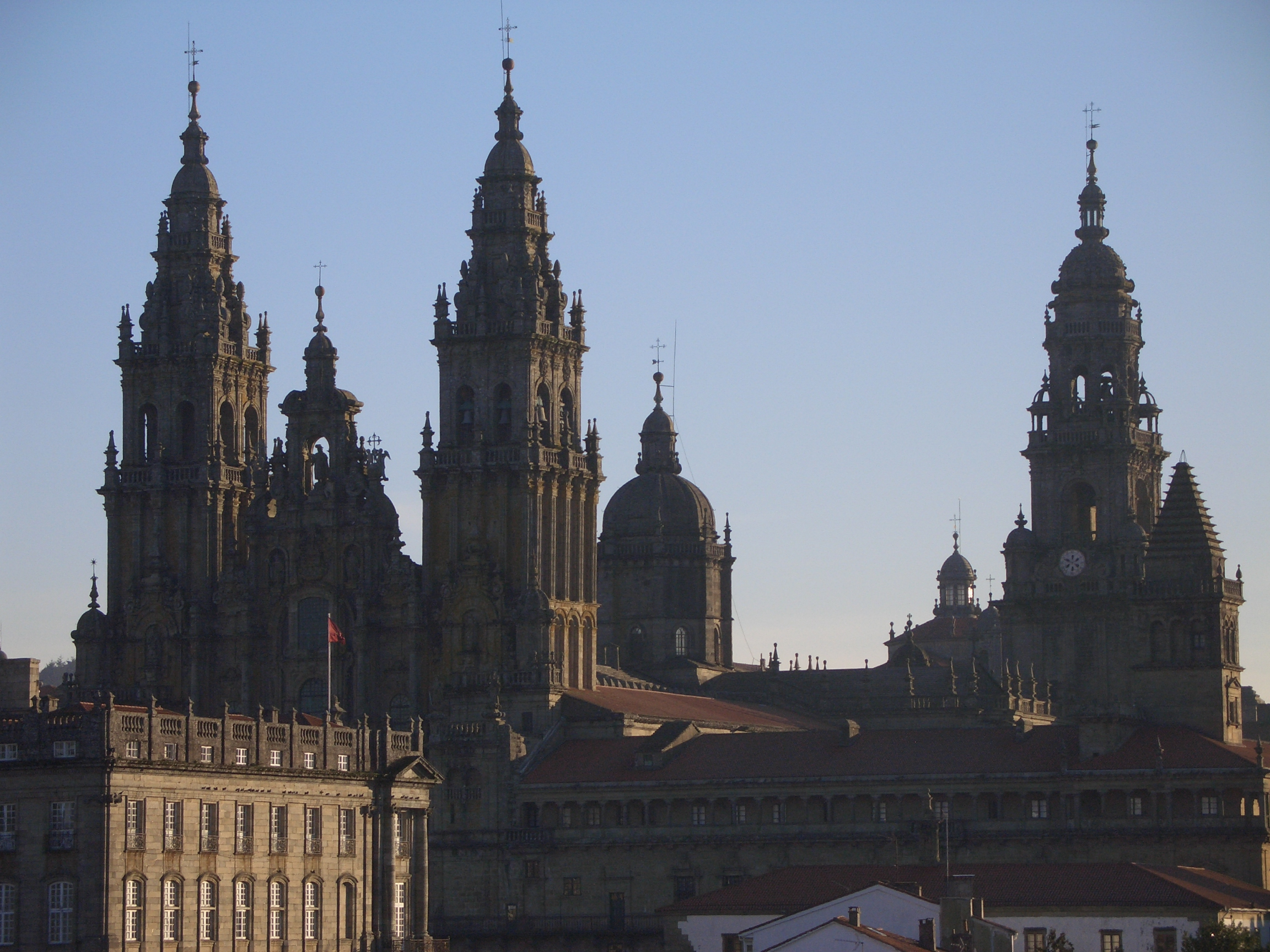
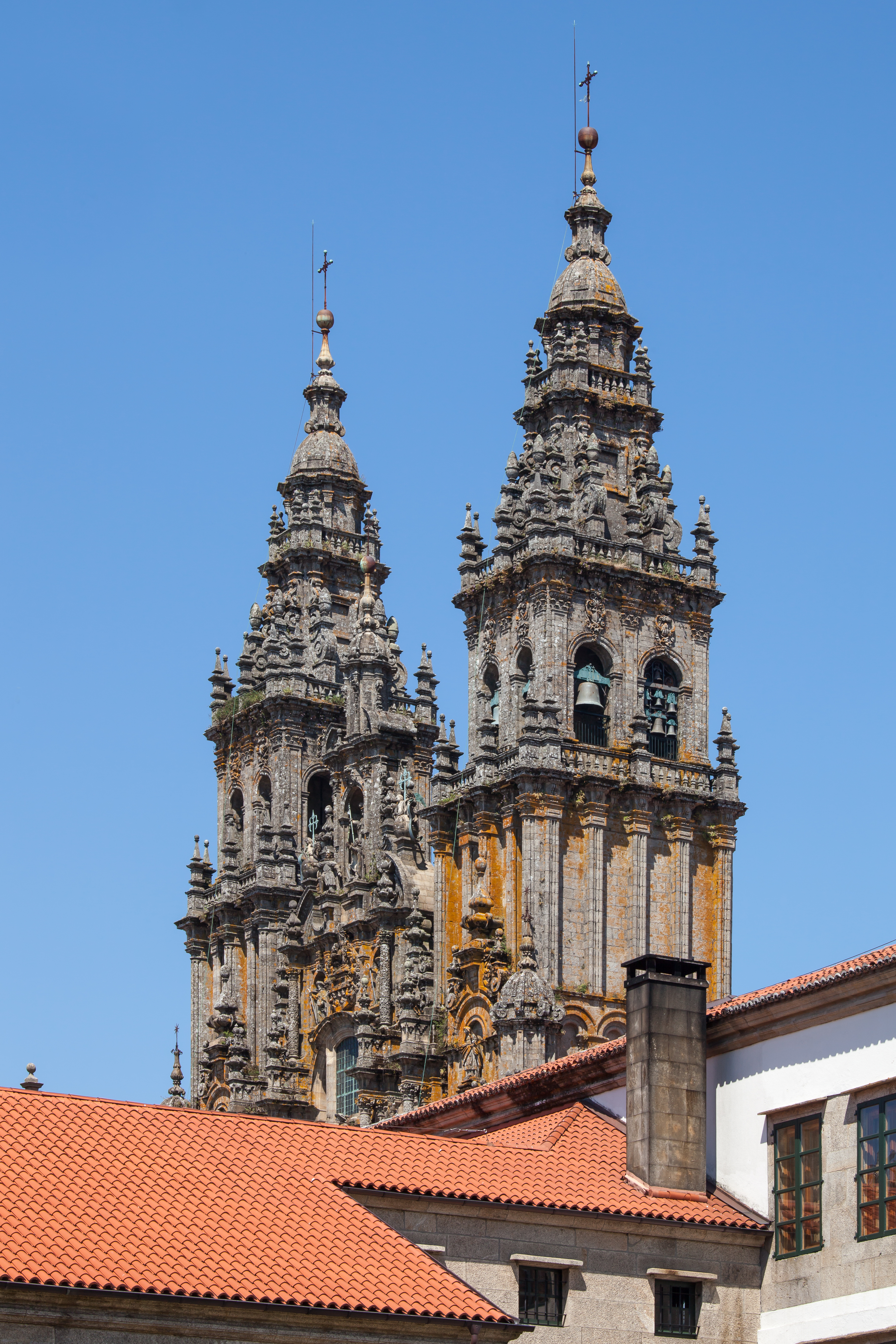
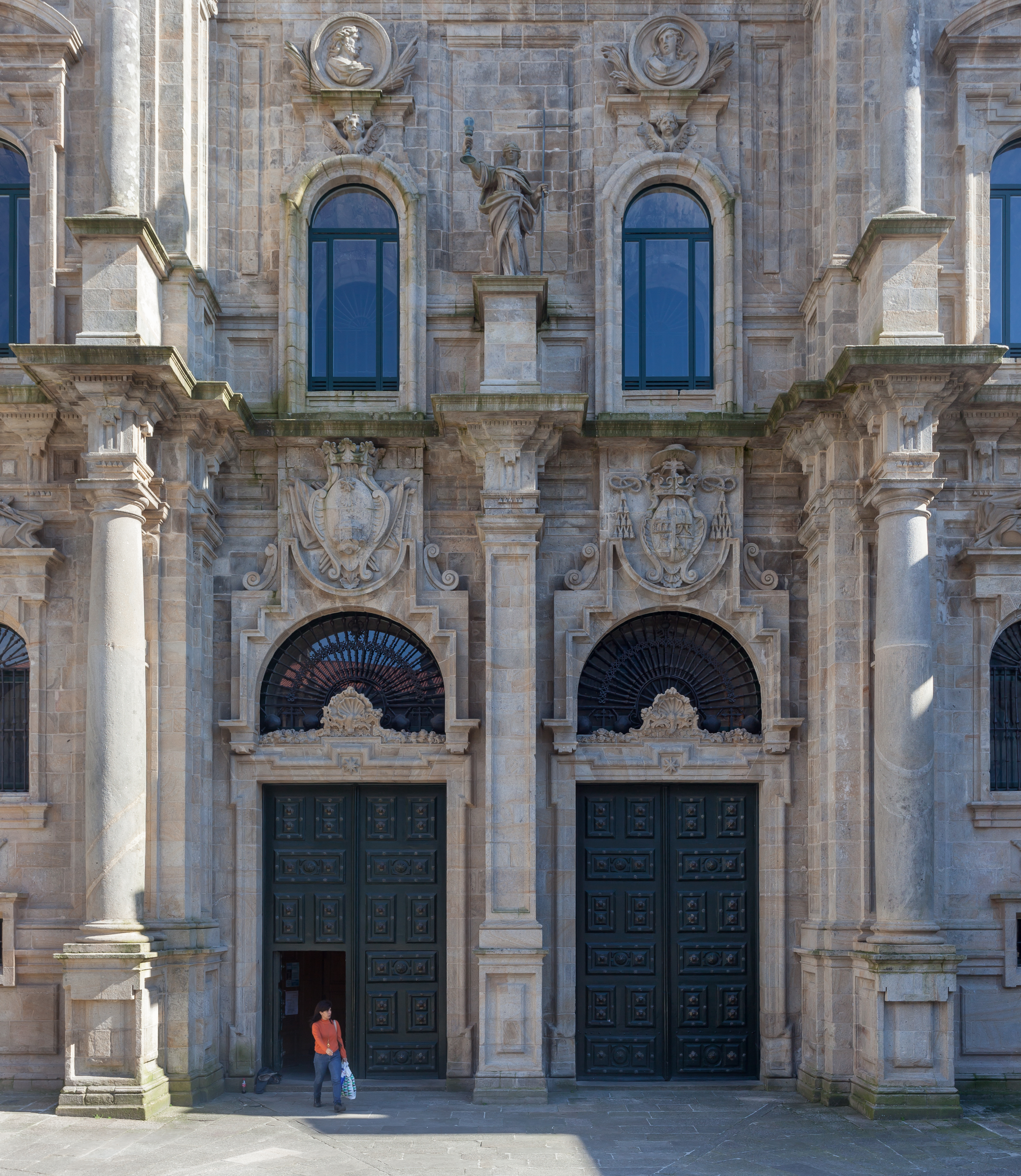
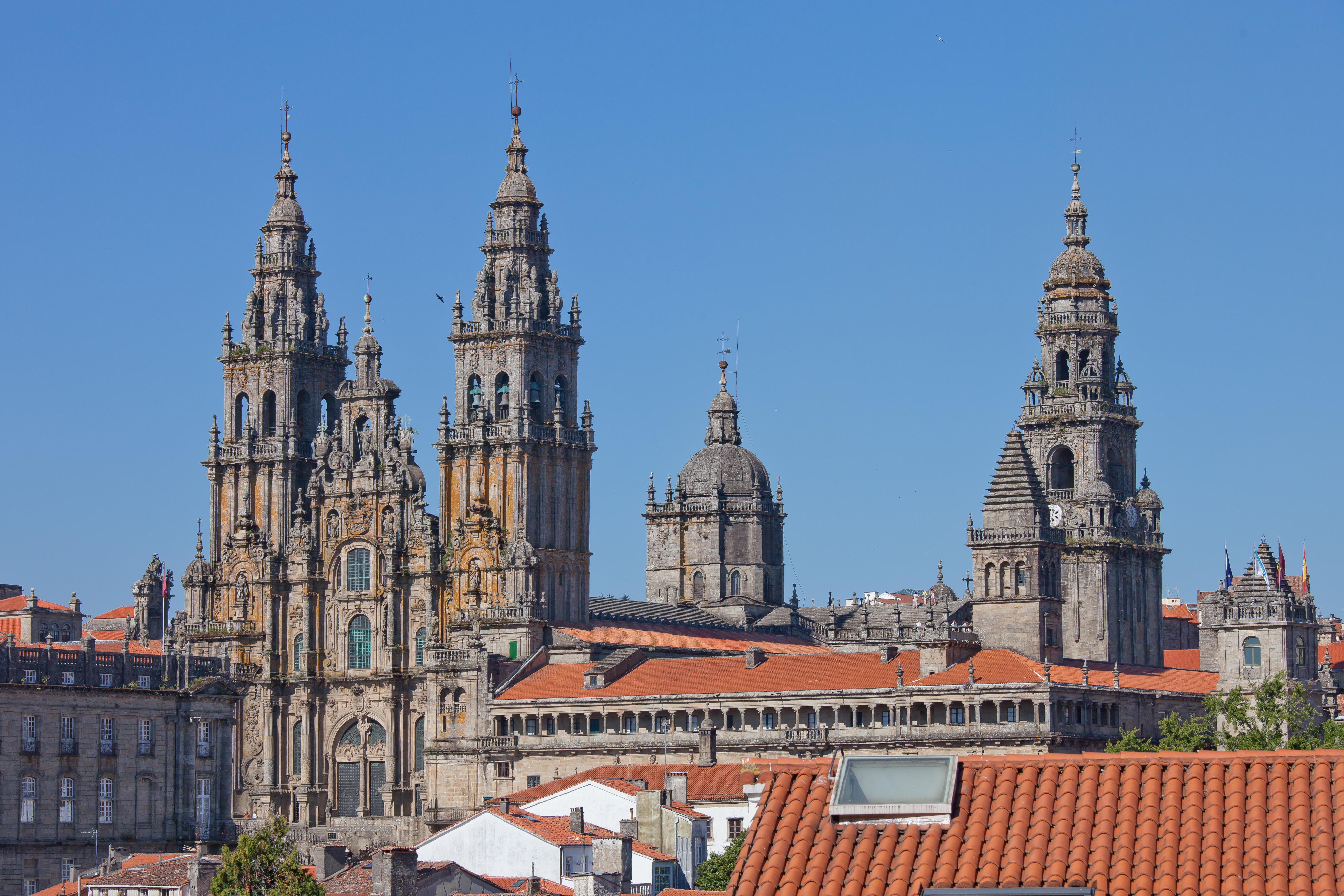
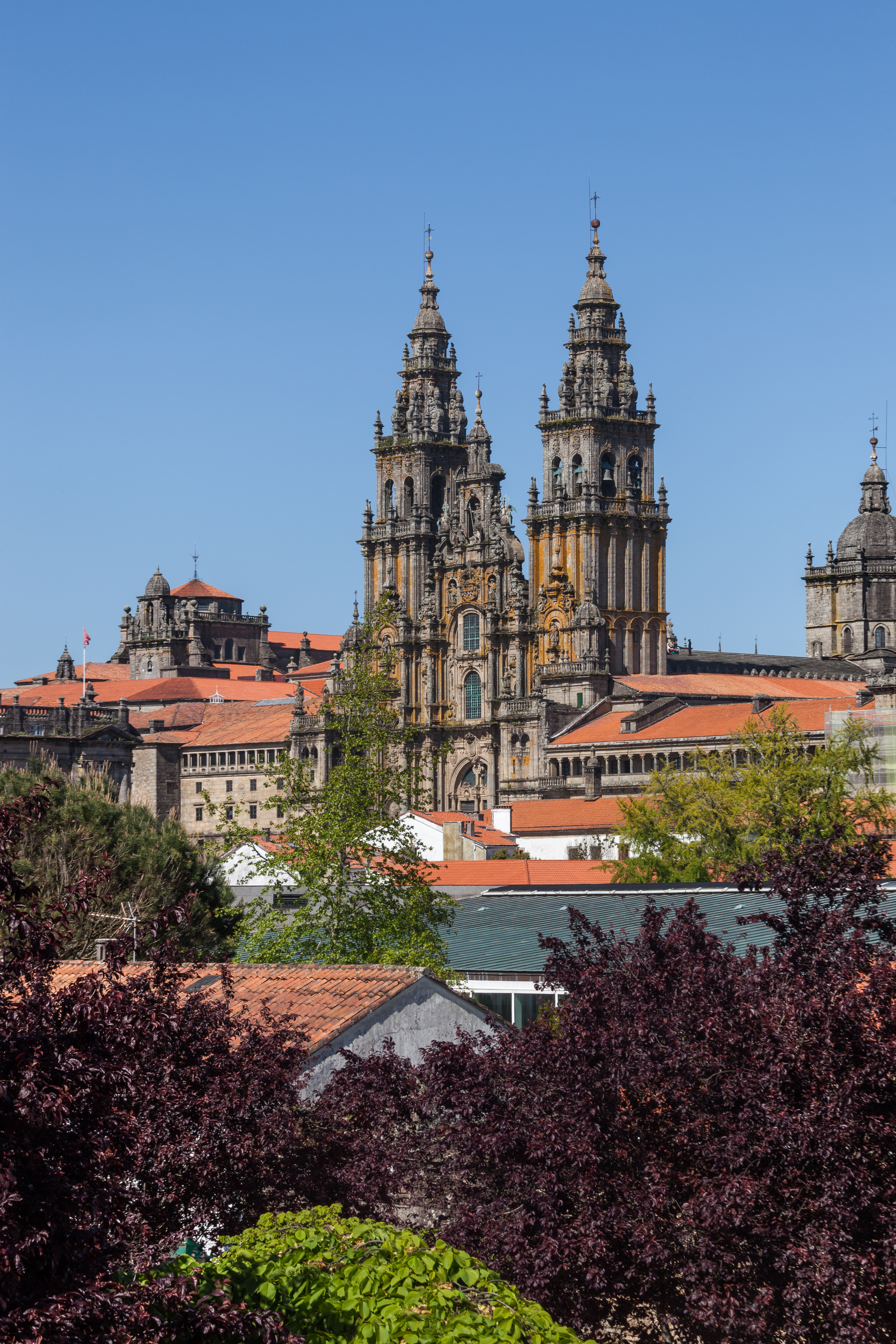